# منشية بني حسن (المفرق)
منشية بني حسن منطقة سكنية تقع في لواء قصبة المفرق، محافظة المفرق في الأردن. تنتمي المنطقة لقضاء المنشية الذي يضم 3 مناطق. يقدر عدد سكانها بـ 11237 نسمة حسب إحصاء 2015.

## معرض الصور

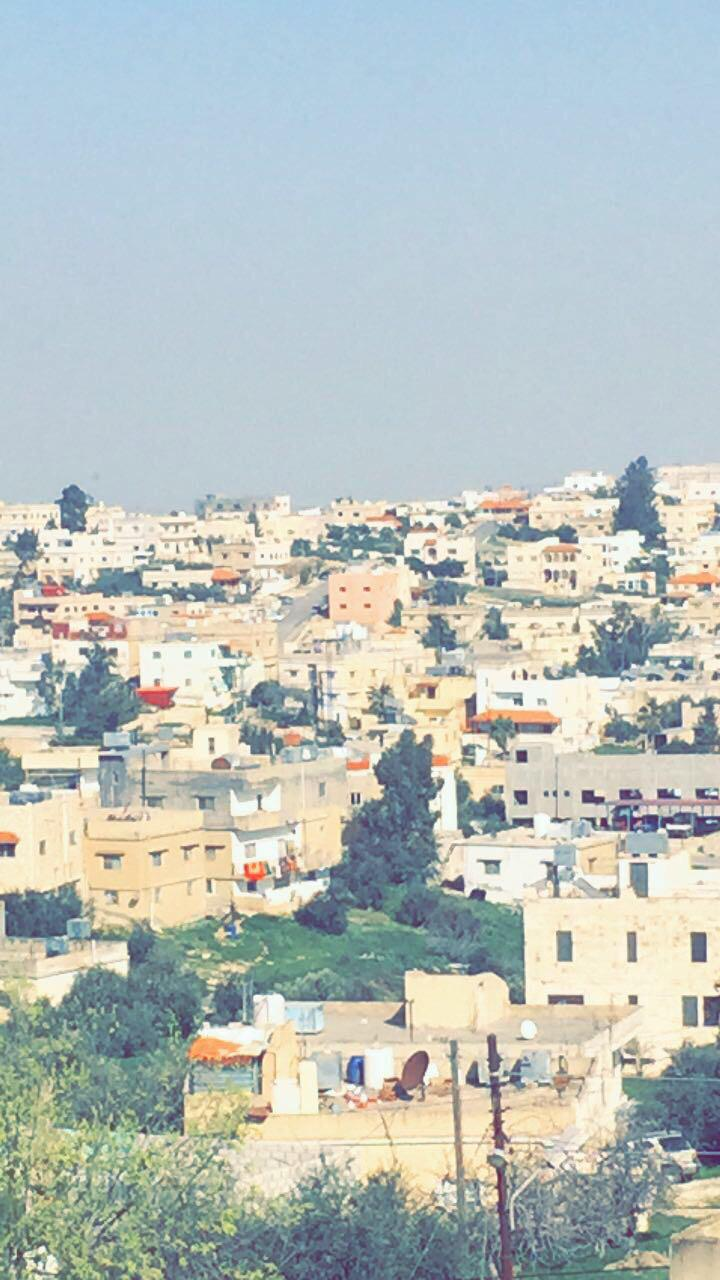
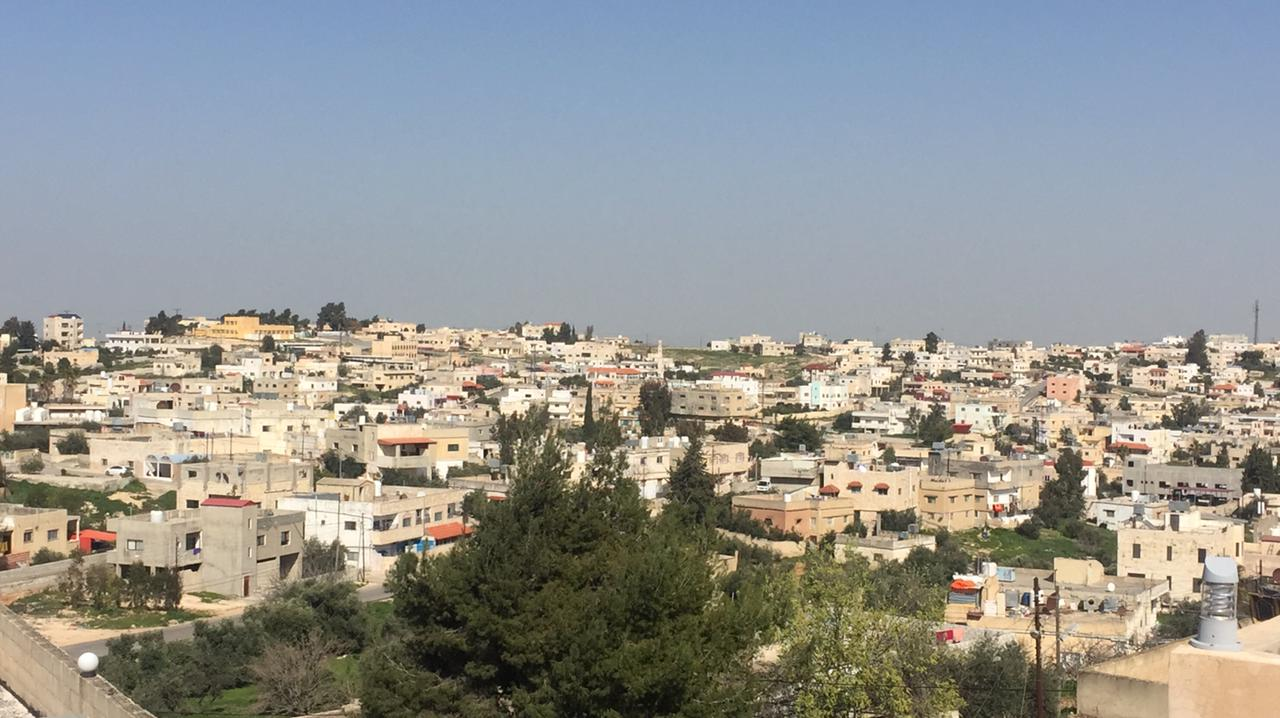
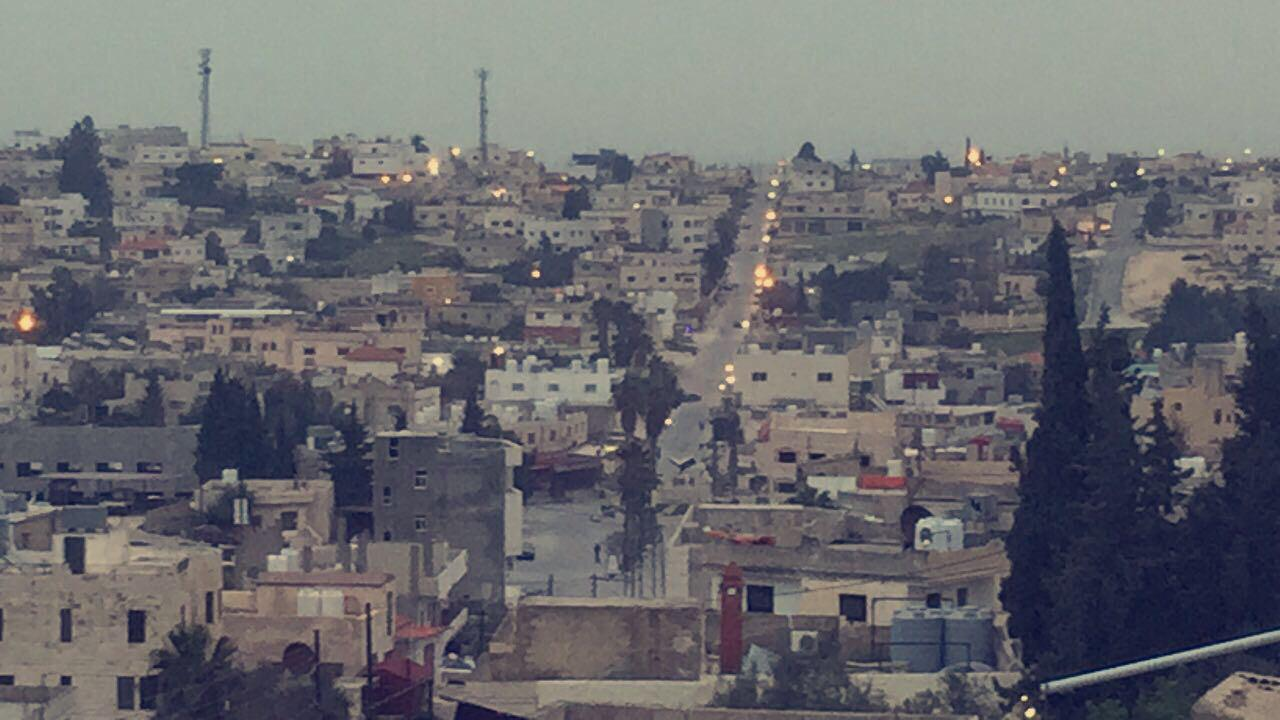
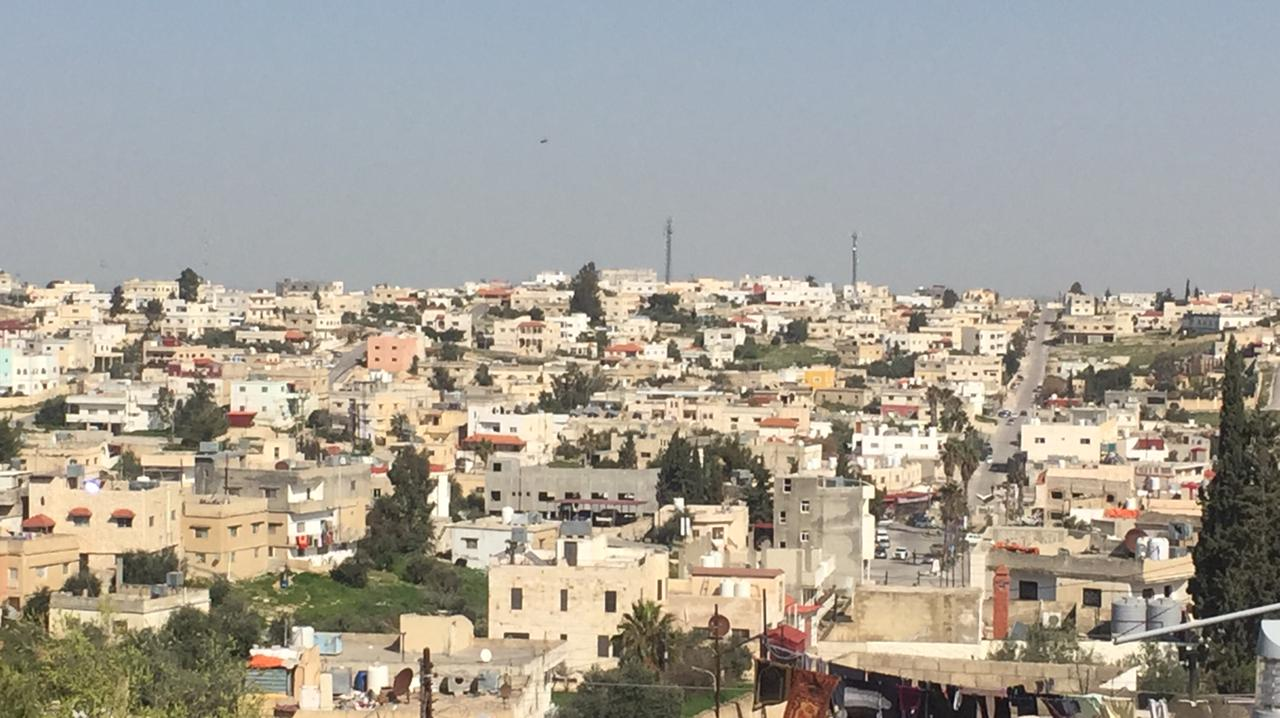

## الوصلات الخارجية
- دائرة الاحصاءات العامة